# 2010年亚洲残疾人运动会斯里兰卡代表团
2010年亚洲残疾人运动会斯里兰卡代表团共派出70名运动员参赛，其中男运动员65名，女运动员5名。
奖牌榜：
| 名次 | 代表团   | 金牌 | 银牌 | 铜牌 | 总数 |
| ---- | -------- | ---- | ---- | ---- | ---- |
| 17   | 斯里兰卡 | 1    | 2    | 6    | 9    |

## 奖牌获得者

### 金牌
1. 普拉迪普·乌格勒·德纳帕蒂拉：田径 - 男子400米 - T46

### 银牌
1. 恰明达·卡卢加拉·维塔纳：游泳 - 男子100米自由泳 - S10
2. 乌普尔·班达拉·加马盖达拉：羽毛球 - 男子单打站立四级

### 铜牌
1. 尼桑塔·塞纳维拉特纳格：田径 - 男子跳高 - F46
2. 杜米拉·皮图瓦拉坎卡纳：田径 - 男子跳远 - F44
3. 杜米拉·皮图瓦拉坎卡纳：田径 - 男子100米 - T44
4. 库穆杜·迪萨纳亚克·穆迪：田径 - 女子200米 - T46
5. 拉利特·米欣杜库拉苏里：田径 - 男子800米 - T46
6. 恰明达·卡卢加拉·维塔纳：游泳 - 男子100米仰泳 - S10